# Рубинштейн, Бертран Иосифович
Бертран Иосифович Рубинштейн (19 августа 1923, Ашхабад, Туркменская область, Туркестанская АССР, РСФСР — 1 апреля 2017, Костанай, Казахстан) — советский организатор железнодорожного транспорта. Лауреат премии Совета Министров СССР.

## Биография
Родился в еврейской семье. Мать Эсфирь Моисеевна и отец Иосиф Юрьевич были провизорами.
В 1940 году с отличием окончил школу и поступил без экзамена в Московский институт инженеров железнодорожного транспорта (МТИ). Несмотря на то, что студенты Института транспорта имели возможность не служить в армии, с началом Великой Отечественной войны добровольцем ушёл на фронт.
Свой первый бой принял под Вязьмой, принимал участие в принял участие в обороне Москвы. Получив краткосрочный отпуск в связи с тяжелым ранением и контузией на фронте, был отправлен в Новосибирск, где сдал экзамены за второй курс института МТИ. Затем окончил Ленинск-Кузнецкое пулеметное училище и снова в составе 150-й стрелковой дивизии был направлен на фронт. Участвовал в освобождении Белоруссии, Прибалтики, Восточной Пруссии, а также в разгроме Квантунской армии. Свое второе ранение получил в 1944 году в Литве.
В 1950 году с отличием окончил Московский институт инженеров железнодорожного транспорта.
В 1950 году после окончания института поступил на работу в город Акмолу, где работал в течение десяти лет.
С 1960 года жил и работал в Кустанае. С 1960 по 1993 год — начальник Кустанайского отделения железной дороги Кустанайского отдела дороги.
Похоронен на почетной аллее городского кладбища в Костанае.

## Награды и звания

### СССР
- Премия Совета Министров СССР
- Орден Ленина (1971)
- Орден Красного Знамени.
- Орден Отечественной войны I степени.
- Орден Отечественной войны II степени.
- Два ордена Трудового Красного Знамени.
- Орден Красной Звезды.
- Орден «Знак Почёта».
- Орден Дружбы народов.
- Медаль «За боевые заслуги».
- Медаль «За воинскую доблесть. В ознаменование 100-летия со дня рождения В. И. Ленина».
- Медаль «За победу над Германией в Великой Отечественной войне 1941-1945 гг.».
- Медаль «20 лет Победы Великой Отечественной войне 1941—1945 гг.».
- Медаль «30 лет Победы Великой Отечественной войне 1941—1945 гг.».
- Медаль «40 лет Победы Великой Отечественной войне 1941—1945 гг.».
- заслуженный работник транспорта Казахской ССР
- заслуженный работник транспорта СССР
- Почётный железнодорожник СССР
- Отличник Гражданской обороны СССР (1982)

### Казахстан
- Орден Курмет
- Медаль «Астана» (1998)
- Медаль «10 лет независимости Республики Казахстан» (2001)
- Медаль «В ознаменование 100-летия железной дороги Казахстана» (2004)
- Медаль «50 лет Целине» (2004)
- Медаль «50 лет Победы Великой Отечественной войне 1941—1945 гг.» (1995)
- Медаль «60 лет Победы Великой Отечественной войне 1941—1945 гг.» (2005)
- Медаль «10 лет Астане» (2008)
- Медаль «20 лет независимости Республики Казахстан» (2011)
- Медаль «25 лет независимости Республики Казахстан» (2016)
- Золотая медаль Ассамблеи народа Казахстана «Бірлік» (2015)[4]
- Почётный гражданин Костанайской области (2013).
- Почетный гражданин города Костаная (1994).
- Почётный железнодорожник Республики Казахстан.
- Нагрудный знак «75 лет битвы за Москву» (РФ 2017 года)[5]